# Давид ди Донателло 1989
34-я церемония вручения наград премии «Давид ди Донателло» состоялась 3 июня 1989 года в Вилле Мадама.

## Победители и номинанты

### Лучший фильм
- Легенда о святом пропойце, режиссёр Эрманно Ольми
- Франциск, режиссёр Лилиана Кавани
- Новый кинотеатр «Парадизо», режиссёр Джузеппе Торнаторе

### Лучшая режиссура
- Эрманно Ольми — Легенда о святом пропойце
- Марко Ризи — Мэри навсегда
- Джузеппе Торнаторе — Новый кинотеатр «Парадизо»

### Лучший дебют в режиссуре
- Франческа Аркибуджи — Миньон уехала
- Массимо Гульельми — Ребус
- Sergio Staino — Cavalli si nasce

### Лучший сценарий
- Франческа Аркибуджи, Глория Малатеста и Клаудия Сбариджа — Миньон уехала
- Леонардо Бенвенути, Пьеро Де Бернарди и Карло Вердоне — Школьные друзья
- Эрманно Ольми и Tullio Kezich — Легенда о святом пропойце

### Лучший продюсер
- Филиберто Бандини — Дорогой Горбачёв
- Клаудио Бонивенто — Мэри навсегда
- Франко Кристальди — Новый кинотеатр «Парадизо»

### Лучшая женская роль
- Стефания Сандрелли — Миньон уехала
- Орнелла Мути — Личный код
- Марина Влади — Сплендор

### Лучшая мужская роль
- Роберто Бениньи — Чертёнок
- Джанкарло Джаннини — Король О.
- Карло Вердоне — Школьные друзья

### Лучшая женская роль второго плана
- Атина Ченчи — Школьные друзья
- Пупелла Маджио — Новый кинотеатр «Парадизо»
- Памела Виллорези — Сплендор

### Лучшая мужская роль второго плана
- Карло Кроччоло — Король О. (ex aequo)
- Массимо Даппорто — Миньон уехала (ex aequo)
- Паоло Панелли — Сплендор

### Лучшая операторская работа
- Данте Спинотти — Легенда о святом пропойце
- Джузеппе Ланчи — Франциск
- Лучано Товоли — Сплендор

### Лучшая музыка
- Эннио Морриконе — Новый кинотеатр «Парадизо»
- Никола Пьовани — Король О.
- Армандо Тровайоли — Сплендор

### Лучшая песня
- Felicità, di Лучо Далла и Мауро Малавази — Шелест воробьиных крыльев
- 'O re, di Мауро Пагани, Никола Пьовани и Луиджи Маньи — Король О.
- Джорджо Мородер — Честная игра
- Паоло Конте — Una notte un sogno
- Пино Даниеле — Найти бы Гаргюло

### Лучшая художественная постановка
- Данило Донати — Франциск
- Лусия Мирисола — Король О.
- Фердинандо Скарфьотти — Честная игра

### Лучший костюм
- Люсия Мирисола — Король О.
- Данило Донати — Франциск
- Габриэлла Пескуччи — Сплендор

### Лучший монтаж
- Эрманно Ольми — Легенда о святом пропойце
- Габриелла Кристиани — Франциск
- Нино Баральи — Чертёнок

### Лучший звук
- Candido Raini — Миньон уехала
- Tommaso Quattrini — Мэри навсегда
- Remo Ugolinelli — Чертёнок

### Лучший иностранный режиссёр
- Педро Альмодовар — Женщины на грани нервного срыва

### Лучший сценарий иностранного фильма
- Джон Клиз — Рыбка по имени Ванда

### Лучший иностранный продюсер
- Фрэнк Маршалл и Роберт Уоттс — Кто подставил кролика Роджера

### Лучший иностранная актриса
- Джоди Фостер — Обвиняемые

### Лучший иностранный актёр
- Дастин Хоффман — Человек дождя

### Лучший иностранный фильм
- Человек дождя, режиссёр Барри Левинсон

### Premio Alitalia
- Моника Витти

### Premio Sèleco
- Вито Дзагаррио

### Давид Лукино Висконти
- Паоло Тавиани и Витторио Тавиани